# Ljiljana Buttler
Ljiljana Buttler, née Ljiljana Petrović le 14 décembre 1944 à Belgrade et morte le 26 avril 2010 à Düsseldorf, est une chanteuse serbe. Populaire en Yougoslavie avant la guerre, elle abandonne sa carrière et émigre en Allemagne en 1987. Revenue dans les Balkans, elle a enregistré en 2002 un album remarqué, The Mother of Gypsy Soul avec le groupe Mostar Sevdah Reunion, suivi en 2005 de The legends of life.

## Discographie
- The Mother Of Gypsy Soul, 2002, Snail Records
- The Legends Of Life, 2005, Snail Records
- Frozen Roses, 2009, Snail Records